# Maladies du pommier
Maladies du pommier  (pommier, Malus pumila).

## Maladies bactériennes
| Maladies                                | Agents pathogènes                 |
| --------------------------------------- | --------------------------------- |
| Taches vésiculaires (cloque du pommier) | Pseudomonas syringae pv. papulans |
| Galle du collet, tumeur du collet       | Agrobacterium tumefaciens         |
| Feu bactérien (brûlure bactérienne)     | Erwinia amylovora                 |
| Chevelu racinaire, racine chevelue      | Agrobacterium rhizogenes          |

## Maladies fongiques
| Maladies                                                                                                 | Agents pathogènes |
| --- | --- |
| Alternariose du pommier, taches foliaire du pommier                                                      | Alternaria mali = Alternaria alternata pathotype du pommier                                                                                           |
| Anthracnose, chancre de l’anthracnose                                                                    | Pezicula malicorticis Cryptosporiopsis curvispora (anamorphe)                                                                                         |
| Blotch du pommier                                                                                        | Phyllosticta solitaria |
| Pourriture grise                                                                                         | Botrytis cinerea Botryotinia fuckeliana (téléomorphe)                                                                                                 |
| Brûlure des tiges du framboisier                                                                         | Diapleella coniothyrium = Leptosphaeria coniothyrium Coniothyrium fuckelii (anamorphe)                                                                |
| Chancre à Monochaetia (chancre du cyprès)                                                                | Seiridium unicorne = Monochaetia mali Lepteutypa cupressi (téléomorphe)                                                                               |
| Chancre botryosphaerien, pourriture noire, gommose du pêcher                                             | Botryosphaeria dothidea Fusicoccum aesculi (anamorphe)                                                                                                |
| Chancre cytosporéen du pêcher                                                                            | Leucostoma cinctum Cytospora cincta (anamorphe) Valsa auerswaldii = Leucostoma auerswaldii Cytospora personata (anamorphe)                            |
| Chancre du pommier                                                                                       | Diaporthe tanakae Phomopsis tanakae (anamorphe) |
| Chancre du pommier, chancre de l'écorce des arbres fruitiers                                             | Phomopsis mali Diaporthe perniciosa (téléomorphe) |
| Chancre du pommier à Valsa                                                                               | Valsa ceratosperma Cytospora sacculus (anamorphe) |
| Chancre nectrien ou chancre européen du pommier Nectria galligena Cylindrocarpon heteronemum (anamorphe) | |
| Chancre pérennant du pommier                                                                             | Neofabraea perennans Cryptosporiopsis perennans (anamorphe)                                                                                           |
| Dépérissement nectrien, taches coralliennes du pommier                                                   | Nectria cinnabarina Tubercularia vulgaris (anamorphe)                                                                                                 |
| Hypochnose du pommier                                                                                    | Corticium stevensii = Pellicularia koleroga = Hypochnus ochroleucus                                                                                   |
| Maladie des taches de suie                                                                               | Peltaster fructicola Geastrumia polystigmatis Leptodontidium elatius Gloeodes pomigena                                                                |
| Mildiou du pommier                                                                                       | Phytophthora cactorum Phytophthora syringae |
| Moisissure bleue du pommier                                                                              | Penicillium sp. Penicillium expansum |
| Moniliose des arbres fruitiers                                                                           | Monilinia fructigena Monilia fructigena (anamorphe) Monilinia laxa Monilinia fructicola Monilinia laxa                                                |
| Moucheture du pommier, moucheture et taches de suie                                                      | Schizothyrium pomi Zygophiala jamaicensis (anamorphe)                                                                                                 |
| Oïdium du pommier, blanc du pommier                                                                      | Podosphaera leucotricha |
| Plomb des arbres fruitiers, maladie du plomb                                                             | Chondrostereum purpureum |
| Pourridié-agaric                                                                                         | Armillaria mellea |
| Pourridié à Peniophora                                                                                   | Peniophora sacrata |
| Pourridié à Phymatotrichum = rhizoctone du Texas                                                         | Phymatotrichopsis omnivora = Phymatotrichum omnivorum                                                                                                 |
| Pourridié blanc des racines du pommier                                                                   | Scytinostroma galactinum = Corticium galactinum |
| Pourridié laineux du pommier                                                                             | Rosellinia necatrix Dematophora necatrix (anamorphe)                                                                                                  |
| Pourridié des racines des agrumes                                                                        | Armillaria tabescens = Clitocybe tabescens |
| Pourridié noir                                                                                           | Xylaria mali Xylaria polymorpha |
| Pourriture amère, anthracnose des pommes                                                                 | Glomerella cingulata Colletotrichum gloeosporioides (anamorphe) Colletotrichum acutatum                                                               |
| Pourriture amère du pommier, moisissure rose du pommier                                                  | Trichothecium roseum = Cephalothecium roseum |
| Pourriture noire du pommier, chancre du pommier, taches ocellées                                         | Botryosphaeria obtusa Sphaeropsis malorum (anamorphe) Botryosphaeria stevensii = Physalospora malorum Physalospora obtusa Diplodia mutila (anamorphe) |
| Pourriture lenticellaire (Alternaria)                                                                    | Alternaria alternata |
| Pourriture sèche                                                                                         | Butlerelfia eustacei = Corticium centrifugum |
| Pourriture à Mucor                                                                                       | Mucor sp. Mucor piriformis |
| Pourriture blanche                                                                                       | Botryosphaeria dothidea |
| Pourriture du collet                                                                                     | Phytophthora spp. Phytophthora cactorum Phytophthora cambivora Phytophthora cryptogea Phytophthora megasperma Phytophthora syringae                   |
| Pourriture des racines                                                                                   | Sclerotium rolfsii Athelia rolfsii [téléomorphe] |
| Pourriture du fruit                                                                                      | Phialophora malorum |
| Pourriture sèche de la rafle du maïs                                                                     | Nigrospora oryzae |
| Pourriture violette des racines du pommier                                                               | Helicobasidium mompa |
| Rouilles                                                                                                 | |
| Rouille de l'aubépine, rouille de Virginie du poirier                                                    | Gymnosporangium globosum |
| Rouille de Virginie du pommier, rouille du genévrier                                                     | Gymnosporangium juniperi-virginianae |
| Rouille japonaise du pommier                                                                             | Gymnosporangium yamadae |
| Rouille du poirier de la côte Pacifique                                                                  | Gymnosporangium libocedri |
| Rouille du cognassier                                                                                    | Gymnosporangium clavipes |
| ... | |
| Sclérotiniose, pourriture apicale, pourriture du calice                                                  | Sclerotinia sclerotiorum |
| Taches à Marssonina                                                                                      | Diplocarpon mali Marssonina coronaria (anamorphe) |
| Tacheture de Brooks du pommier                                                                           | Mycosphaerella pomi Cylindrosporium pomi (anamorphe)                                                                                                  |
| Tavelure du pommier                                                                                      | Venturia inaequalis Spilocaea pomi (anamorphe) |
| Tache foliaires zonées                                                                                   | Cristulariella moricola Grovesinia pyramidalis (téléomorphe)                                                                                          |
| Variole noire du pommier                                                                                 | Helminthosporium papulosum |

## Maladies virales
| Maladies                       | Agents pathogènes |
| ------------------------------ | --- |
| Taches chlorotiques du pommier | Virus des taches chlorotiques du pommier (ACLSV, Apple chlorotic leafspot virus)                                                    |
| Mosaïque du pommier.           | Virus de la mosaïque du pommier (ApMV, Apple mosaic virus) Virus de la mosaïque du pommier Tulare (TAMV, Tulare apple mosaic virus) |
| Bois sillonné du pommier       | Virus du bois sillonné du pommier (ASGV, Apple Stem Grooving Virus)                                                                 |
| Bois strié du pommier          | Virus du bois strié du pommier (ASPV, Apple stem pitting virus)                                                                     |

## Maladies à phytoplasmes
| Maladies                                    | Agents pathogènes                         |
| ------------------------------------------- | ----------------------------------------- |
| Fruit atrophié du pommier                   | Mycoplasme du fruit atrophié du pommier   |
| Dépérissement du pommier, Déclin du poirier | Candidatus Phytoplasma pyri (16SrX-C)     |
| Prolifération du pommier                    | Phytoplasme                               |
| Bois souple du pommier, bois caoutchouc     | Phytoplasme probable du groupe 16Srlll-B  |
| Jaunisse de l'aster                         | Phytoplasme du groupe 16Srl Aster yellows |

## Maladies diverses et désordres physiologiques
| Maladies                                              | Agents pathogènes                                                                        |
| ----------------------------------------------------- | ---------------------------------------------------------------------------------------- |
| Maladie des taches amères                             | Carence en calcium                                                                       |
| Cavernes, pomme creuse                                | Température élevée                                                                       |
| Nécrose interne de l'écorce                           | PH faible et déséquilibre nutritif minéral                                               |
| Maladie liégeuse, brunissement interne                | Carences en bore et calcium, etc.                                                        |
| Taches de Jonathan                                    | limitées par le stockage en atmosphère contrôlée                                         |
| Taches foliaires nécrotiques de la 'Golden Delicious' | Synthèse rapide de gibbérelline déclenchée par des facteurs environnementaux             |
| Échaudure de stockage                                 | Lésions à la surface des fruits provoquées par les gaz émis naturellement par les fruits |